# Frank Fredrickson
Sigurdur Franklin (Frank) Fredrickson (Winnipeg, Saskatchewan, 11 juli 1895 - Toronto, Ontario, 28 mei 1979) was een Canadese ijshockeyspeler.
Met zijn team Winnipeg Falcons won Fredrickson in 1920 de Allen Cup. Met het Canadese team won hij dat jaar ook de eerste olympische gouden medaille in het ijshockey, op de Olympische Spelen in Antwerpen. Met de Victoria Cougars won Fredrickson de Stanley Cup. Fredrickson startte in het seizoen 1928-1929 als onderdeel van de Boston Bruins, hij stapte tijdens het seizoen over naar de Pittsburgh Pirates. De Boston Bruins wonnen in het seizoen 1928-1929 de Stanley Cup. Dertig jaar later werd Fredrickson alsnog erkend als onderdeel van de ploeg die de Stanley Cup won in 1928-1929.